# Ring 2 (1999)
Ring 2 (jap. リング2, Ringu 2) ist eine Literaturverfilmung nach The Ring von Kōji Suzuki aus dem Jahr 1999. Er ist auch unter dem Titel Ringu 2 bekannt, um ihn von der amerikanischen Neuverfilmung Ring 2 zu unterscheiden.

## Handlung
Die Leiche von Sadako Yamamura wird in einem Brunnen gefunden. Der Brunnen war über 30 Jahre lang nicht mehr geöffnet worden. Takashi Yamamura untersucht die Leiche und stellt fest, dass Sadako erst vor einem Jahr gestorben ist. Plötzlich sterben Reikos Ex-Mann Ryuji Takayama und Koichi auf mysteriöse Weise, und die Reporterin Reiko Asakawa ist spurlos verschwunden. Okazaki und Mai Takano versuchen das Rätsel des Fluches zu lösen.

## Veröffentlichung
Ring 2 erschien am 23. Januar 1999 in den japanischen Kinos. Der Film wurde von Tōhō vertrieben.

### Einspielergebnisse
Es war der zweiterfolgreichste japanische Film im Jahr 1999 und erzielte bei seinem Kinostart 2,1 Milliarden Yen. Ring 2 erzielte in Japan einen Gesamtumsatz an den Kinokassen von 31,3 Millionen US-Dollar.
In Südkorea konnte man 128.521 Tickets verkaufen. In Frankreich verkaufte man 22.263 Tickets.

## Rezeption
- Lexikon des internationalen Films: Sequel des japanischen Überraschungserfolgs, der dem subtilen Horrorfilm aber keine konstruktiven Weitungen andichtet, sondern lediglich den Kinostart des amerikanischen Remake für eine Videoauswertung nutzt.[7]